# Pila di Bunsen

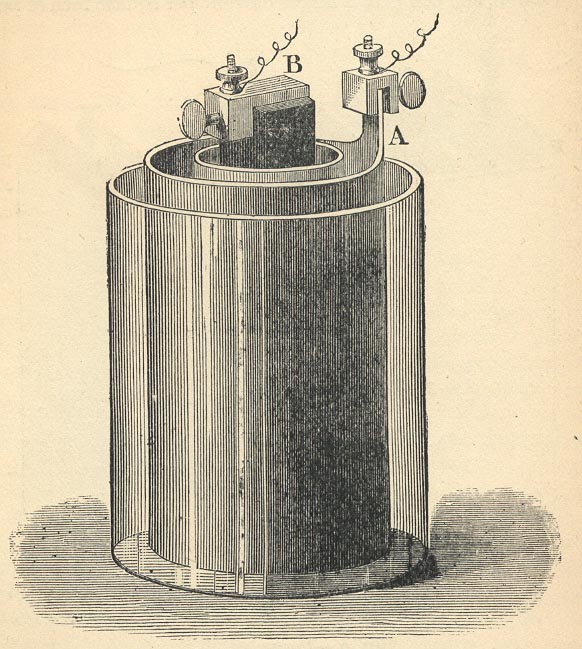
Pila di Bunsen

La pila di Bunsen (o cella di Bunsen) è una pila primaria (cioè non ricaricabile) inventata da Robert Wilhelm Eberhard Bunsen nel 1841.
La pila di Bunsen venne ideata modificando l'antecedente pila di Grove, dalla quale si differenzia per l'utilizzo di un catodo a carbone al posto del costoso catodo di platino della pila di Grove; grazie a tale modifica, che ne abbatteva i costi, la pila di Bunsen poteva essere prodotta su larga scala.
Come la pila di Grove, la pila di Bunsen utilizza un anodo in zinco immerso in una soluzione di acido solforico (H2SO4); il catodo in carbone è invece immerso in una soluzione di acido nitrico (HNO3) o acido cromico (H2CrO4). Le due semicelle sono separate da un setto poroso.
La reazione globale della cella è la seguente:
Zn + H2SO4 + 2HNO3 → ZnSO4 + 2 H2O + 2 NO2↑
Tale reazione assicura un potenziale di cella pari a 1,9 V.
La cella di Bunsen fu utilizzata da Henri Moissan, che realizzò un sistema di 90 celle di Bunsen per ottenere il fluoro (F2) attraverso l'elettrolisi dell'acido fluoridrico (HF).